# Osterlauchdorf
Osterlauchdorf ist ein Ortsteil des oberschwäbischen Marktes Dirlewang im Landkreis Unterallgäu in Bayern. 

## Lage
Das Dorf liegt etwa drei Kilometer südöstlich des Hauptortes. Im Osten grenzt der Oberkopfwald an das Dorf, westlich verläuft der Hungerbach. Die übrigen Flächen werden überwiegend landwirtschaftlich genutzt. 

## Geschichte
Erstmals wurde der Ort 1363 als „Vogtei Osterlauchdorf“ im Vertrag über den Verkauf der Herrschaft Mindelheim erwähnt. Damit ging er von dem Geschlecht der Mindelberger an die Hochschlitz über. Herzog Friedrich III. von Teck wurde 1370 Herrscher über das Dorf. Das Stift Salzburg erhielt im Jahre 1474 den Ort von den Frundsbergern, den damaligen Eigentümern der Herrschaft Mindelheim gegen Freigabe eines Gutes der Frundsberger in Tirol. Im Lehen des Stiftes Salzburg blieb der Ort bis zur Säkularisation. Seit dem Reichsdeputationshauptschluss 1803 gehört der Ort zu Dirlewang. 
Kirchlich gehörte der Weiler bis 1680 zum Pfarrsprengel Kirchdorf, dann zur Pfarrei Dorschhausen.